# DAZ Studio
DAZ Studio は DAZ 3D 社製の3次元コンピュータグラフィックス (3DCG) ソフトウェア。$249.00で販売されていたが、2012年に「期間限定」で無料化されその後は完全に無料となった。2023年現在、ユーザー登録をすれば最上位のDAZ Studio Proが無料でダウンロード及び利用可能である。
Smith Micro Software社製の3DCGソフトウェア・Poser7用に作られたコンテンツとは互換性があり、そのまま利用することができる。しかし、Poser8以降の機能を使って作られたコンテンツは互換性がないためDAZ Studioでは利用できない。Victoria4/Michael4等、DAZ 3D社が販売するPoser用コンテンツはすべてDAZ Studioで利用可能である。

## 概要
既製の人体モデル(DAZ Studioではフィギュアと呼ぶ)をモーフでキャラクターを作りレンダリングし、画像や動画を作成する。フィギュアのモーフ（顔立ち、体型、表情）やポーズ、テクスチャ、服などのデータは購入するか別のソフトウェアで作成するのが一般的であり、 DAZ 3D社の公式ショップでは多数のアイテムが購入できるほか、モデラーのHexagon、Carraraや景観生成ソフトのBryceなどのソフトも販売されている。そもそもDAZ Studio自体がDAZのショップの商品の一つとして、本来有料のものが期間限定で無料で販売されるという形式となっており、入手にはDAZ 3Dのアカウントが必要。
DAZ社は元々Poser向けに「Victoria」(女性フィギュア)や「Michael」（男性フィギュア）と言ったフィギュアやアイテムを販売しており、「Victoria 4」や「Michael 4」と言ったフィギュアが主力であった世代（第4世代）より以前では、DAZ Studio向けフィギュアはPoserとの互換性があった。そもそも、これらのフィギュアは元々Poser向けフィギュアであり、自社で販売しているPoser向けアイテムの販売促進のためにPoserと互換性のあるDAZ Studioを無料で配布し始めたという経緯がある。VictoriaやMichaelシリーズはPoser向けフィギュアとして事実上の標準であり、第4世代フィギュアまではDAZ 3D社とPoserは共存関係にあった。しかし、2011年にPoserとDAZ Studioがそれぞれ互換性の無い独自の新フィギュア技術を採用したことから、それまでのような共存関係はなくなった。
「Genesis」フィギュア（第5世代）が標準搭載となったDAZ Studio 4.0以降ではGenesisに合わせた独自の新機能を搭載し、「Victoria 5」や「Michael 5」と言った第5世代の主力フィギュアもGenesisフィギュアのモーフ（派生フィギュア）として扱われるようになったが、Poserの新フィギュア技術に互換性が無いことからPoserで利用することはできなくなった。
以前は、正式名を「DAZ|Studio」と称していたが（略称は「D|S」）、DAZ Studio 4.0以降では「DAZ Studio」と称している。
バージョン3までは、利用者登録が必要であるものの、基本システムは無料で頒布されていた。バージョン4では基本システムが一時期有料化されたが、バージョン4.5からは全ての機能を含んだハイエンド仕様のDAZ Studio Proが無料で提供されている。基本となる人体フィギュア、Genesisシリーズの全てのベースモデルと、服や髪・背景オブジェクト等のコンテンツがいくつか付属しており、インストールしてすぐに使い始めることができる。また、ビギナー向けにアプリケーション上で使用方法を解説してくれるインタラクティブ・レッスン（英語）も搭載されている。
2015年6月時点での最新版はバージョン4.8 。
2009年12月、発売元のDAZ Productions社は3Dアバター技術を持つイスラエル企業であるGizmoz社(2003年創立)と合併を発表した。今後、DAZ StudioやDAZ製フィギュアとアバター技術の融合した新製品や新サービスが期待されているが、販売サイトのユーザー情報等について、当面のところは大きな影響はないとのことである。

## バージョン

### DAZ Studio 0
ベータ版扱い。
かなり長期に渡って頻繁にバージョンアップを繰り返しながら、無料配布が続けられた。

### DAZ Studio 1
2005年リリース。

### DAZ Studio 3
2009年6月リリース。
有料のAdvanced版が提供される様になり、2エディション構成になった。
DAZ Studio 3
基本システム。無料。
DAZ Studio 3 Advanced
各種上位機能搭載。64ビットWindows対応など。

### DAZ Studio 4
2011年リリース。
このバージョンからは基本システムが有料化された。
その代わりとして機能が制限されたExpress版が提供される予定である。
また、Advanced版に加え、より上位のPro版が提供される様になり、4エディション構成となった。
2012年3月、DAZ Studio 4 Proが期間限定で無料化された。2023年8月現在も無料化中である。
DAZ Studio 4 Express
機能制限された無料版。
DAZ Studio 4
基本システム。このバージョンからは有料化された。
同時にリリースされた新世代のGenesisフィギュアを活用するための様々な機能が追加され、大幅に機能向上を果たした。
DAZ Studio 4 Advanced
基本システムの機能に加え、下記の機能を搭載。
64ビットWindows対応
Auto-Fit (DAZ第4世代フィギュア用の服・靴・髪などをGenesisフィギュア用に変換する機能)
Progressive Rendering
Multi-Layered Image Editor
Morph Loader Advanced
Darkside Style
DAZ Studio 4 Pro
主にコンテンツクリエイターなどプロフェッショナルに近い利用者に向けたバージョン。
Advanced版の機能に加え、下記の機能を搭載。
Content Creator Tools (コンテンツ作成のための各種機能)
GoZ Bridge (ZBrushとの連携機能)
3D Bridge for Photoshop (Photoshopとの連携機能)
FBX Exporter
Texture Atlas

## Poser との関係
DAZはもともとPoserで読み込んで使うための生物や衣類などの3Dデータを販売していたが、自社の3Dデータの購入者を増やすために、Poserとデータ互換のDAZ Studioを開発し、無料で配布することを始めた。これによって、それまで Poser の独占状態であった個人向け 3DCG 市場が拡大した。Poser自体も3DCGソフトウェアとしては比較的安価な製品であるが、無料のDAZ Studio の登場で趣味として 3DCG に触れる人が増加した。
DAZ Studio は、Poserで作成されたデータのほとんどを読み込むことができる。ただし、衣服や頭髪などの動的表現については例外である。
基本的にDAZ Studioで作成したデータをPoserで読み込むことはできない。プラグインを利用することでフィギュアデータ(拡張子cr2)等を出力することはできるが、シーンデータ(拡張子pz3)は出力できない。
開発当初はPoserのサブセット的な印象が強かったが、頻繁にバージョンアップを繰り返し続けて機能の向上がはかられており、現在では、Poserよりも優れた機能が搭載されている。

Poserは景観生成ソフトVueとの親和性が高く、Poserで作成したデータをVueに読み込んでリアルな景観レンダリングをおこなうことが出来るが、DAZ Studioは景観生成ソフトBryceと親和性が高く、PoserとVueの関係によく似た対応付けになっている。
DAZ Studio 4.0からは新しくGenesisというユニメッシュのフィギュアを採用したが、GenesisはTriAxと呼ばれる独自のウェイトマップ技術がベースとなっているため、発表当初はPoserでは利用できなかった。その後、Poser9SR3.1でプラグインが利用できるようになり、OpenSubdivなどGenesisを動かすために必要な機能が徐々に搭載されたことから、DAZ 3D社はDSON Importer for Poserプラグインを開発し、Poserユーザー向けにリリースした。これによって、Poser上でもGenesis1/2が利用できるようになった。ただし、最新バージョンであるGenesis3はDAZ Studio専用であり、Poserでは利用できない。（2015年7月現在）

## レンダラーの特徴
DAZ Studio は、Poserとは異なるレンダラー(レンダリングエンジン)を搭載しており、シェーディングモデル（ライティングモデル）も大きく異なっているため互換性は無い。
Poserのデータを読み込んだ場合、光源やマテリアル設定の基本的な要素についてはある程度まで自動で変換されるが、あくまでも基本的な設定が変換されるだけであり、そもそもシェーディングモデルが異なっているため、レンダリング出力はかなり異なった画像になる。より良い結果を得るためには微調整や置き換えが必要となることがある。（DAZが販売している3DデータはDAZ Studioのレンダラーに最適化された設定が最初から組み込まれている）

### 内蔵レンダラー
標準で内蔵しているレンダラーとしては、下記の３つから選択して使用できる。
3Delight
RenderManインターフェース準拠のレンダラー。
DAZ Studioの初期バージョンから標準で搭載されている。
フォトリアリスティックな表現を基本とするが、非フォトリアルなトゥーンシェーディング等も可能。標準で搭載されるトゥーンレンダリングは、必ずしも完全とは言えないが、Poserでトゥーンレンダリングを試みる事に比べれば遥かに手軽に品質の良い結果を得られる。また、有償・無償を問わずトゥーンレンダリング用のシェーダーやレンダラーが複数存在し、それらを利用することでより細かい調整や表現が可能になる。
NVIDIA Iray
GPU演算に対応する物理ベースのレンダラー。間接光を含めた極めて現実感の高い写実的映像生成を特徴とする。
対応するNVIDIA製ビデオカードを備えていれば、CPUでレンダリングするのに比べ大幅に高速にレンダリングすることができる。
DAZ Studio 4.8 64bit版に標準で搭載されている。32bit環境では利用できない。
DAZ製のフィギュアデータは、Genesis3以降からはirayに最適化されたマテリアル設定が用意される予定。
Filament
Googleの開発するオープンソースの物理ベースリアルタイムレンダラー。DAZ Studio 4.14以降に搭載されている。

### 外部レンダラー
有料プラグインを導入することで対応することができるレンダラーとしては下記のようなものがある。これらの外部レンダラーはPoserでも同様に有料プラグインにより対応しており、同じレンダラーを使い設定を共通化すればほぼ同じ出力画像を得ることができる。
Octane Render
GPU演算に対応する物理ベースレンダラー。
LuxRender
GPU演算に対応する物理ベースレンダラー。

## 備考
DAZ Studio は、「基本システムは無料配布・拡張機能は有償プラグイン」という形で、機能拡張を行なうことが可能となっている。
様々な光源やレンダリング効果の追加、質感の制御、モデルの編集、アニメーション編集、ダイナミッククロス、他ソフトとの連携など色々なプラグインが販売されている。プラグイン開発のためのSDKも公開されている。
以前は、ライセンスキー取得の手続きを行うと、DAZが販売している3Dデータのセット商品が無料でもらえるサービスをおこなっていたため、DAZ Studioを使用するつもりのない人でもDAZ Studioのライセンス登録手続きをおこなうメリットが有った。

## 引用
1. ↑  Daz Studio 4.21[.0.x Pro, General Release! - Daz 3D Forums]
2. ↑  Daz Studio 4.21[.0.x Pro, General Release! - Daz 3D Forums]
3. ↑  高機能3DCGキャラクター作成ソフト「DAZ Studio 4 Pro」などが期間限定で無償化 - 窓の杜 (impress.co.jp)
4. 1 2  “Daz Studio 4.x Pro | Daz 3D”. 2023年8月1日閲覧。